# Anton Collin
Anton Johannes Collin, född i Keuru 12 oktober 1891 och död i Etseri 31 maj 1973, var en finländsk idrottare som var aktiv inom cykling och längdskidåkning under 1920-talet. Han medverkade vid Olympiska vinterspelen 1924 i längdskidåkning 18 km, han kom på sextonde plats. Han ställde även upp på 50 km, men bröt det loppet.
Som cyklist deltog han vid Olympiska sommarspelen 1924, han bröt det individuella loppet och kom på trettonde plats i lagtävlingen.